# Баронетство Новой Шотландии

Королевский знак баронетства Новой Шотландии

Баронетство Новой Шотландии (англ. Baronetage of Nova Scotia) было создано в 1625 году по последнему прижизненному указу короля Якова VI-го Шотландского для освоения североамериканской провинции Новая Шотландия (в настоящее время входит в состав Канады).
Реализовывал создание нового ордена баронетов уже его сын — король Чарльз I Стюарт. Первые восемь шотландских дворян получили патенты баронетства Новой Шотландии в конце мая 1625 года, вскоре после смерти отца Чарльза I-го Стюарта.
В обмен на титул баронета дворянин был обязан на протяжении двух лет финансировать шестерых колонистов (либо единовременно выплатить 2000 шотландских марок), а также заплатить 1000 шотландских марок на развитие колонии Уильяму Александеру, графу Стерлингу, в собственность которого Новая Шотландия была передана в 1621 году.